# Айкоку-Мару
Айкоку-Мару (Aikoku Maru) — судно, яке під час Другої світової війни переобладнали в допоміжний крейсер. Брало участь у операціях японських збройних сил, зокрема в рейдах до Індійського океану.

## Передвоєнна історія
Айкоку-Мару належало до океанських лайнерів типу «Хококу-Мару». Його спорудили в 1941 році на верфі Tama Zosensho в Тамано на замовлення компанії Osaka Shosen.
Судно завершили 31 серпня, а вже наступної доби Айкоку-Мару реквізували для потреб Імперського флоту Японії. Завдяки високій швидкості та розмірам судно призначили для переобладнання в допоміжний легкий крейсер, який, за зразком німецьких рейдерів, міг би діяти на віддалених комунікаціях ворога. До 15 жовтня судно пройшло в Тамано відповідну модернізацію, під час якої його озброїли чотирма 152-мм гарматами, двома 76-мм зенітними гарматами та двома 13-мм зенітними кулеметами. Також корабель отримав два двотрубні 533-мм торпедні апарати, а на верхній палубі Айкоку-Мару розмістили два (один запасний) гідролітака Kawanishi E7K2 «Alf» (влітку 1942-го їх замінили на Aichi E-13A «Jakes»), що дозволяло кораблю самостійно забезпечувати себе розвідувальними даними під час рейдів.
По завершенні модернізації Айкоку-Мару включили до 24-ї дивізії крейсерів.

## Рейд до Полінезії
15 листопада 1941-го Айкоку-Мару разом із однотипним переобладнаним крейсером Хококу-Мару полишив Японію та 24 листопада досягнув атола Джалуїт (Маршаллові острови), де дозаправився і 26 листопада рушив далі. На момент вступу Японії у війну крейсери перебували в районі на північний схід від архіпелагу Туамоту. 13 грудня вони перехопили перше вороже транспортне судно, яке було обстріляне та потоплене Хококу-Мару.
Надвечір 31 грудня 1941-го гідролітак з Айкоку-Мару виявив американське торгове судно Malama (3275 GRT). Після цього літак щез і його доля так і залишилась невідомою. Втім, це не допомогло Malama, яке 2 січня 1942-го було виявлене за чотири сотні кілометрів на південний захід від острова Тубуаї другим літаком Айкоку-Мару. За п'ять годин літак вернувся і після того, як команда Malama полишила судно (вона була повідомлена пілотами про ворожі наміри за допомогою сигналів), скинув чотири бомби, що й стало фатальним для Malama.
Наприкінці січня 1942-го японські рейдери розминулись із американським авіаносним угрупованням, яке 1 лютого завдало удару по Маршаллових островах, а 4 лютого Айкоку-Мару та Хококу-Мару прибули на атол Трук у центральній частині Каролінських островів (тут ще до війни створили потужну базу японського ВМФ, з якої до лютого 1944-го провадились операції в низці архіпелагів).
5—13 лютого 1942-го допоміжні крейсери здійснили перехід до Японії.

## Рейд до Індійського океану
В Японії Айкоку-Мару пройшов модернізацію, під час якої його чотири старі 152-мм гармати замінили на вісім 140-мм гармат. А у березні Айкоку-Мару дообладнали для транспортування запасу торпед та дизельного пального, так що він тепер міг за необхідності поповнювати запаси субмарин в межах запланованих спільних рейдів у Індійському океані з кораблями новоствореної 8-ї ескадри підводних човнів.
16 квітня 1942-го Айкоку-Мару полишив Японію, під час переходу провів бункерування двох підводних човнів нещодавно згаданої ескадри, а 30 квітня прибув до Пенангу на західному узбережжі півострова Малакка (саме тут японці облаштували базу для походів своїх субмарин у Індійський океан).
5 травня 1942-го Айкоку-Мару разом з Хококу-Мару вийшли з Пенангу. Вже 9 числа у центральній частині Індійського океану (майже за три тисячі кілометрів від південного завершення Індії та на такій же відстані на схід від Мадагаскару) вони захопили нідерландський танкер Genota (7987 GRT, стане японським флотським танкером Ose та загине в березні 1944-го при рейді на Палау). Наступну ціль крейсери зустріли вже 15 червня за кілька сотень кілометрів на схід від Мапуту, неподалік від південного входу до Мозамбіцької протоки. Тут вони обстріляли та торпедували британський транспорт Elysia (6757 GRT), який протримався на воді доволі тривалий час і затонув лише через чотири дня.
12 липня 1942-го в центральній частині океану (за чотири сотні кілометрів від місця захоплення Genota) японські кораблі зупинили новозеландське судно Hauraki (7113 GRT), що прямувало з австралійського Фрімантла до Єгипту. Відправлене до Японії, воно стане «Хокі-Мару» та загине на атолі Трук в один день з Айкоку-Мару.
Під час походу кілька разів — 10 та 15 травня і 17 червня 1942-го — відбувались рандеву для дозаправки підводних човнів 8-ї ескадри, які діяли проти судноплавства біля східного узбережжя Африки та в кінці травня провели атаку диверсійними мінісубмаринами на Дієго-Суарес (Північний Мадагаскар).
У підсумку допоміжні крейсери повернулись у Пенанг, а наприкінці липня перейшли до Сінгапура. Тут Айкоку-Мару додатково отримав дві спарені 25-мм зенітні установки.

## Рейс до архіпелагу Бісмарка
7 серпня 1942-го союзники висадились на сході Соломонових островів, що започаткувало шестимісячну битву за Гуадалканал та змусило японське командування перекидати до регіону підкріплення. Айкоку-Мару став частиною першого ешелону конвою, який доставив 38-му піхотну дивізію. У другій половині вересня корабель прийняв у Белавані (північне узбережжя острова Суматра) військовослужбовців, потім зайшов до Сінгапуру за вантажем будівельних матеріалів, а 6 жовтня досягнув Рабаула — головної передової бази в архіпелазі Бісмарка, з якої здійснювались операції на Соломонових островах та сході Нової Гвінеї.
9—23 жовтня 1942-го Айкоку-Мару разом з Хококу-Мару пройшли через Трук до Сінгапура.

## Другий рейд до Індійського океану
1 листопада 1942-го допоміжні крейсери полишили Сінгапур для дій на ворожих комунікаціях. Цього разу вони вийшли в океан через Зондську протоку (між Суматрою та Явою). 11 листопада за дві тисячі кілометрів на південний захід від виходу з протоки японські рейдери зустріли танкер Ondina (6341 GRT), який прямував під охороною тральщика, при цьому першим вступив у бій Хококу-Мару. Допоки Айкоку-Мару досягнув місця сутички, вдалий постріл з тральщика викликав детонацію боєзапасу Хококу-Мару. Після цього тральщик відійшов з поля бою, а Айкоку-Мару досягнув шести влучань снарядами у танкер, який втратив хід, після чого випустив дві торпеди, які поцілили один і той же танк. Екіпаж полишив судно, при цьому з Айкоку-Мару обстріляли рятувальні човни з кулеметів. Далі японський корабель зайнявся порятунком екіпажу Хококу-Мару та підібрав 278 членів його команди. Намагаючись добити танкер, Айкоку-Мару випустив ще одну торпеду, але не поцілив його. За цим японці полишили поле бою.
Екіпаж Ondina повернувся на судно та через шість діб привів його до Фрімантла. У підсумку танкер переживе війну та буде зданий на злам лише наприкінці 1950-х.
Що стосується Айкоку-Мару, то він повернувся на базу, не досягнувши якогось іншого успіху. Більше він не виходив у рейди на комунікаціях, а перейшов на виконання транспортних функцій.

## Рейси до Нової Гвінеї
У середині грудня 1942-го Айкоку-Мару перебував у Рабаулі. 16 грудня він вийшов звідси разом із загоном, який переважно складався з воєнних кораблів та мав доправити війська для зайняття Мадангу на північно-східному узбережжі Нової Гвінеї. 18 грудня кораблі досягли пункту призначення та почали розвантаження, а наступної доби Айкоку-Мару вирушив у зворотній рейс до Рабаула.
20 грудня 1942-го Айкоку-Мару та два інші допоміжні крейсери вирушили з Рабаула, а 4 січня 1943-го Айкоку-Мару прибув до корейського Пусану, де прийняв на борт майже сімсот військовослужбовців із 209-го польового аеродромного батальйону, 14-го авіаремонтного складу та інших підрозділів, а також кілька десятків автомобілів. 6—14 січня 1943-го Айкоку-Мару пройшов з Пусану до Рабаула, де й розвантажився.
15 січня 1943-го Айкоку-Мару вже знову рушив до азійського узбережжя. Цього разу корабель прямував до китайського Ціндао в межах операції «Хей № 3 Го» для доставлення військ до Веваку (так само північне узбережжя Нової Гвінеї за три сотні кілометрів на північний захід від Мадангу), де розпочали облаштування головної новогвінейської бази. 16 січня під час проходження в районі на північний схід від островів Адміралтейства Айкоку-Мару зміг ухилитись від двох торпед з якогось підводного човна. 24 січня він прибув до Ціндао, де прийняв на борт батальйон 239-го піхотного полка 41-ї піхотної дивізії. 28 січня він рушив звідси у складі другого ешелону «Хей №  3 Го». Лише 18 лютого цей загін досягнув Палау (важливий транспортний хаб на заході Каролінських островів), де провів бункерування та наступної доби рушив далі. На виході з бази конвой був атакований підводним човном, проте перші залпи останнього не потрапили у ціль, а потім субмарину відігнав патрульний літак. 26 лютого другий ешелон «Хей №  3 Го» досягну Веваку та почав розвантаження.

## Служба у березні— грудні 1943
Упродовж кількох наступних місяців Айкоку-Мару відвідав (деякі не по одному разу) порти Такао (наразі Гаосюн на Тайвані), Куре, Сасебо, Саєкі, Йокосука.
6 липня 1943-го корабель вийшов з Кісарадзу (Токійська затока) із наземним персоналом та обладнанням 201-ї морської авіагрупи, після чого приєднався до загону ескортного авіаносця «Унйо», що прямував на Трук. 10 липня за три сотні кілометрів від пункту призначення Айкоку-Мару отримав попадання однією торпедою з підводного човна USS Halibut та зазнав суттєвих пошкоджень, втрати екіпажу становили 21 особу. Втім, 11 липня корабель зміг дістатись Трука. 22 серпня 1943-го Айкоку-Мару полишив Трук у складі конвою та 2 вересня прибув до Куре.
Під час ремонту в Японії корабель додатково отримав чотири спарені 25-мм зенітні установки.

## Останній рейс
24 січня 1944-го Айкоку-Мару прийняв у Йокосуці шість сотень бійців 69-го охоронного загону, амуніцію, продовольство та будівельні матеріали. Все це призначалось для облаштування бази на атолі Еніветок (крайній північний захід Маршаллових островів). 25 січня корабель вирушив у складі конвою, який 1 лютого прибув на Трук. Невдовзі він рушив до Еніветоку, проте вимушений був повернутись через ворожу активність в районі призначення (ще 31 січня американці розпочали операцію по узяттю Маршаллових островів під свій контроль).
16 лютого 1944-го Айкоку-Мару розпочав завантаження для рейсу до Рабаула, при цьому на борту залишались зазначені вище бійці охоронного загону. Вранці 17 лютого по Труку завдало потужного удару американське авіаносне угруповання (операція «Хейлстоун»). Під час першої атаки літаки з авіаносця USS Intrepid уразили «Айкоку-Мару» чотирма бомбами, що спричинило пожежу. Пізніше корабель поцілили торпедою, унаслідок чого відбувся вибух амуніції, який зруйнував передню частину. «Айкоку-Мару» затонув за дві хвилини, загинуло 945 осіб, що перебували на борту.
Наразі рештки судна перебувають в районі з глибинами від 38 до 64 метрів.